# Chris Hughton
Christopher William Gerard Hughton, mais conhecido como Chris Hughton (Stratford, 11 de dezembro de 1958), é um treinador e ex-futebolista irlandês nascido na Inglaterra. Atualmente está sem clube.

## Carreira
Hughton, que é filho de uma irlandesa e de um ganês, jogou em apenas 3 equipes: Tottenham Hotspur, West Ham United e Brentford, sendo que no clube londrino, obteve 4 títulos. Pendurou as chuteiras em 1993, aos 32 anos.

## Seleção Irlandesa
Integrou a Seleção Irlandesa que disputou a Copa do Mundo de 1990, onde chegou às quartas-de-final sem vencer nenhum jogo e marcando apenas 2 gols. Não entrou em campo em nenhum dos 4 jogos.
Disputou ainda a Eurocopa de 1988, a primeira competição internacional do país, como titular. Tendo feito sua estreia pela Irlanda em 1979, tornou-se o primeiro negro a vestir a camisa da equipe, onde atuou em 53 partidas e marcou 1 gol, contra o Chipre, em novembro de 1980.

## Treinador
Após uma curta passagem como técnico interino do Tottenham em 1997, Hughton voltaria a exercer o cargo em 2008, pelo Newcastle United. Voltou aos Magpies em 2009, após a malsucedida passagem do ídolo Alan Shearer e o rebaixamento à Segunda Divisão nacional. Foi demitido em 6 de dezembro de 2010, após não conseguir obter os resultados esperados pelo diretoria, mesmo tendo levado o clube da segunda à primeira divisão.
Assinou contrato por uma temporada com o Birmingham City em 22 de junho de 2011. No entanto, deixou o clube após uma temporada, assinando em seguida com o Norwich City.
Desde dezembro de 2014, Hughton é treinador do Brighton & Hove Albion.
Na temporada 2016-2017 conseguiu o acesso à Premier League.

## Títulos
Tottenham Hotspur
- Copa da Inglaterra: 1981, 1982
- Copa da UEFA: 1984

### Como treinador
Brighton & Hove Albion
- EFL Championship: Vice - 2016–17